# Labor omnia vincit

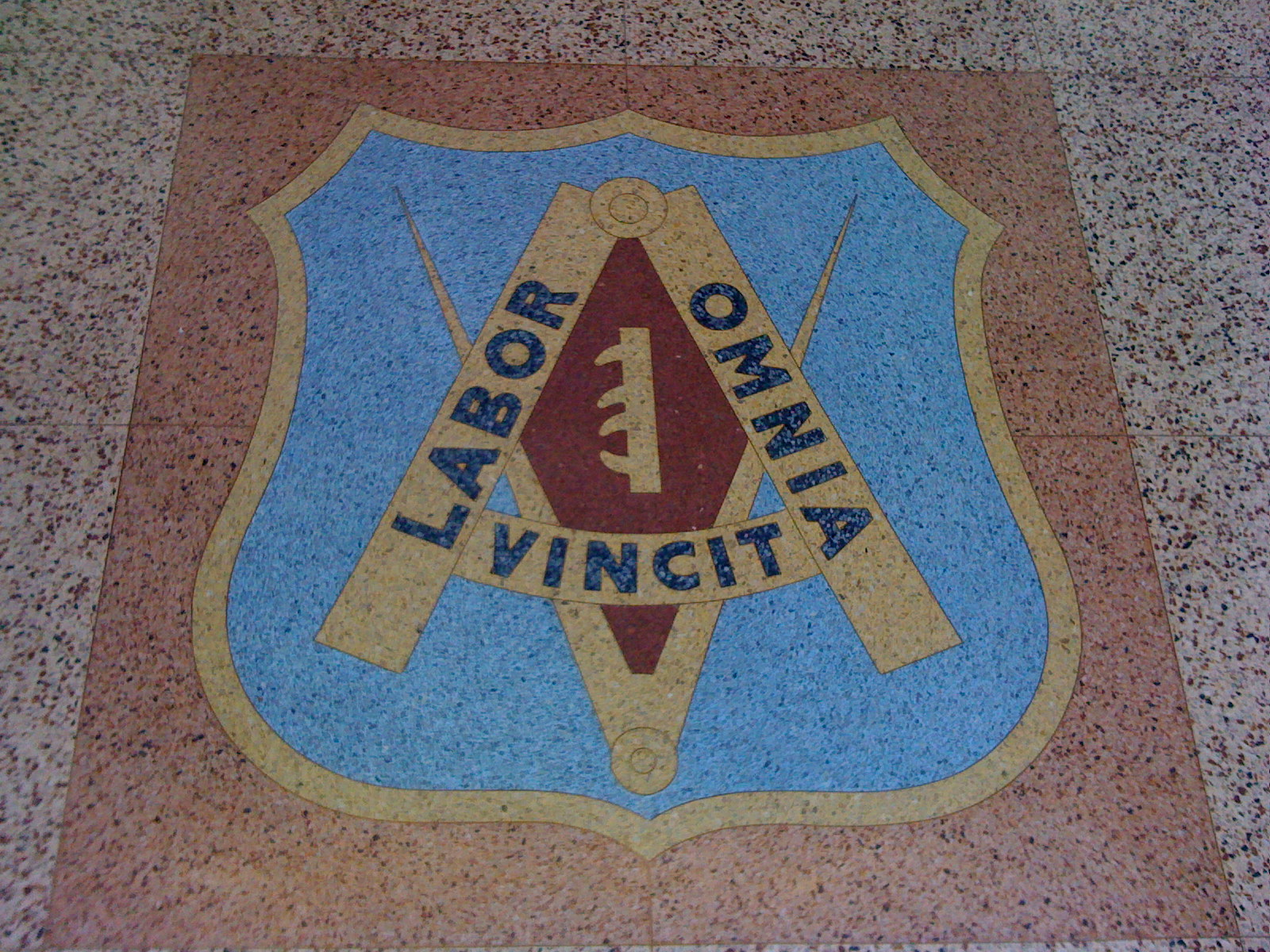
Motto labor omnia vincit im Emblem der United Brotherhood of Carpenters and Joiners of America

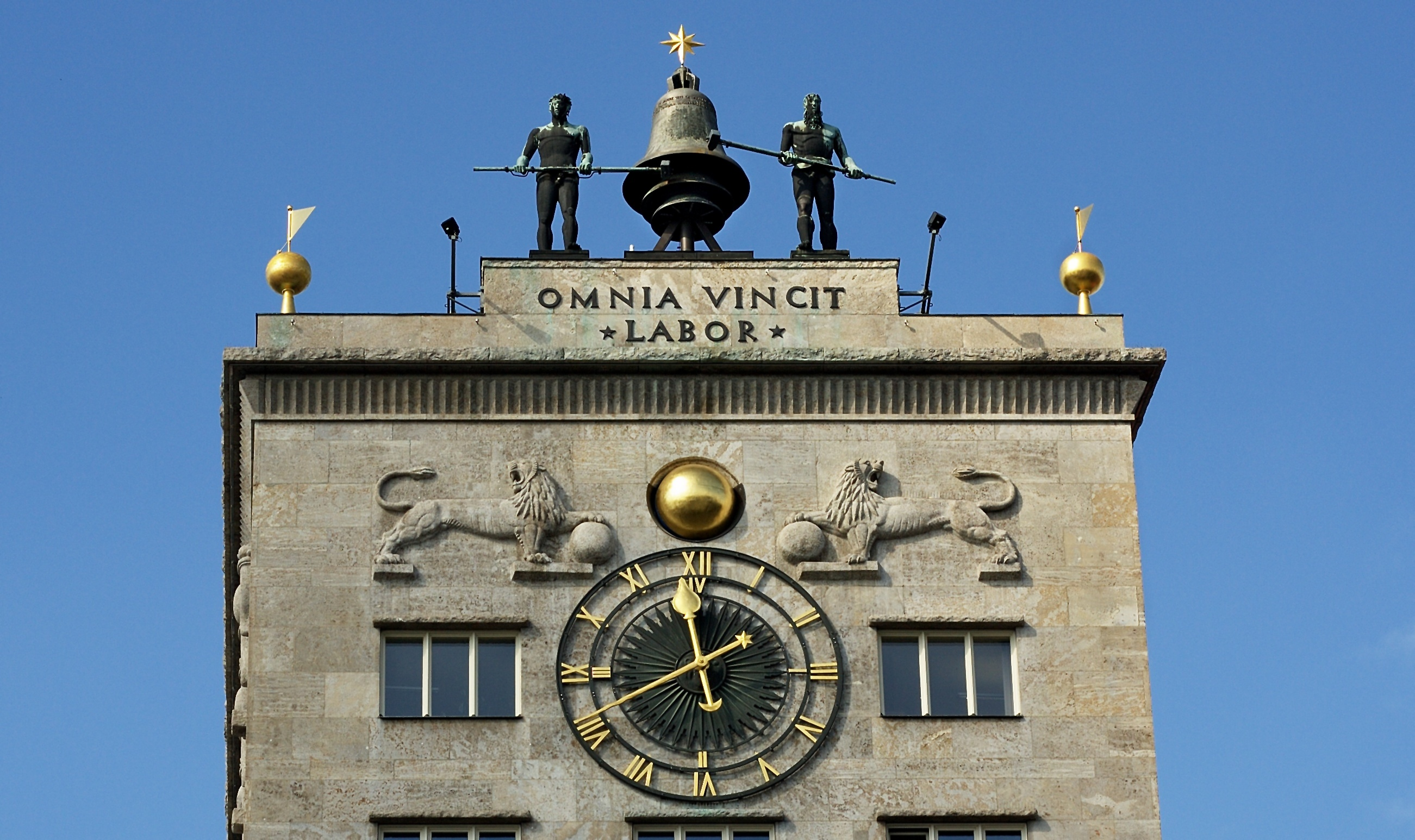
Inschrift omnia vincit labor
am Kroch-Hochhaus in Leipzig

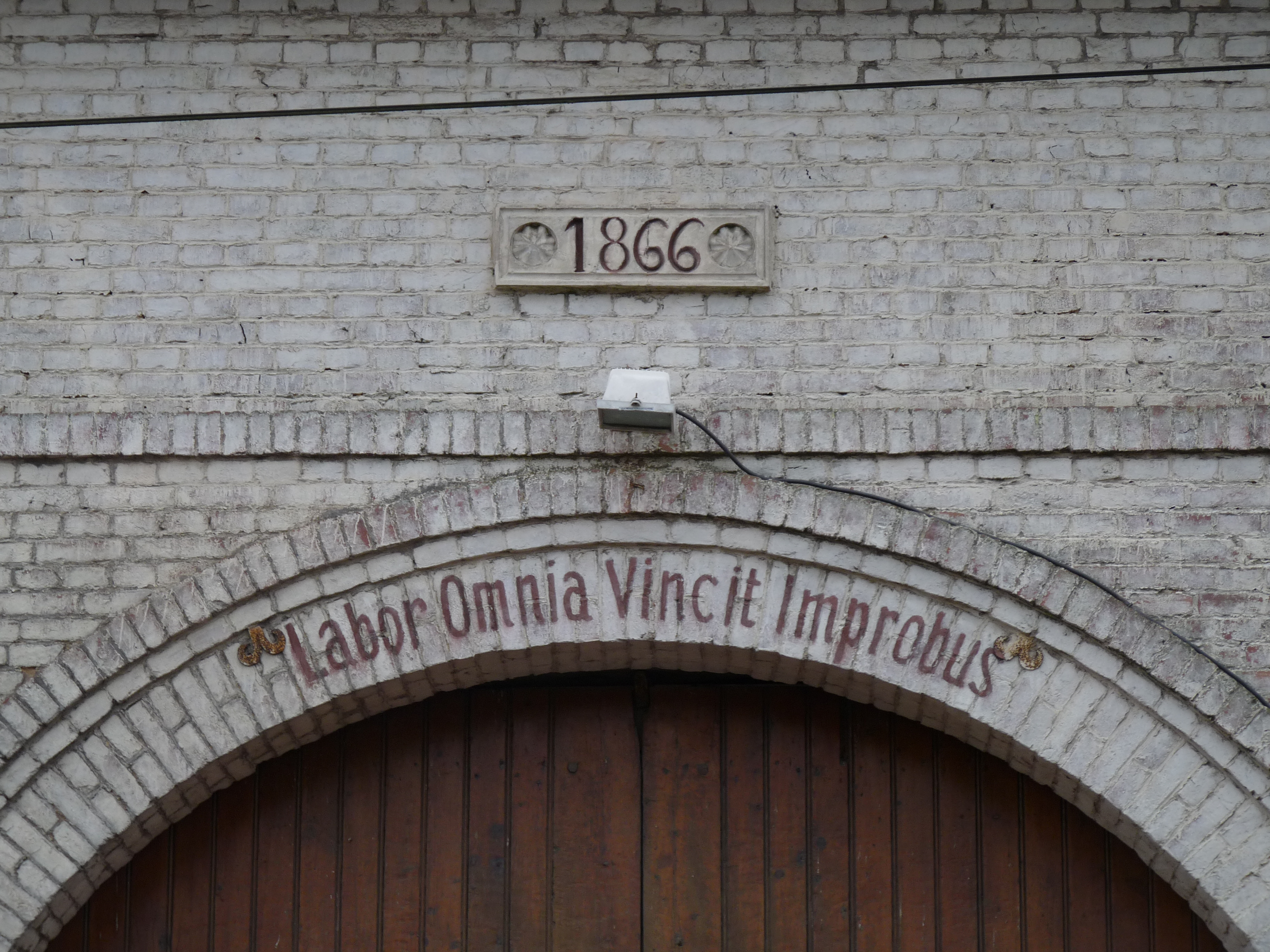
Labor Omnia Vincit Improbus
am Torbogen eines Bauernhofs

Labor omnia vincit, auch labor omnia vincit improbus, (lat.: „Arbeit besiegt alles“ bzw. „Harte Arbeit siegt über alles“) ist ein lateinisches Motto, das weitreichende Verbreitung gefunden hat.

## Verbreitung
Verschiedene Organisationen verwenden Labor omnia vincit als Motto:
- in der US-Arbeiterbewegung die Gewerkschaft United Brotherhood of Carpenters and Joiners of America;[1]
- Städte und Staaten, z. B. West Bromwich,[2] Oklahoma,[3] Provinz Mpumalanga in Südafrika;
- Bildungsinstitutionen, z. B. Assumption-Universität,[4] Generalstabsschule der Schweizer Armee.[5]

## Ursprung
Der Satz geht auf die Abhandlung des Ackerbaus in Vergils Lehrgedicht Georgica zurück. Er findet in Buch I, Vers 145 f., Erwähnung in der Form: Labor omnia vicit improbus (lat.: „Die mühsame Arbeit besiegt alles“).
Vergil kontrastiert in den Versen der Georgica das Goldene Zeitalter mit der späteren „mühsamen“ Arbeit (labor improbus) der Bauern, die diese quält und die mitunter vergebens ist. Später stellt er der „mühsamen“ Arbeit dann die „harte“ Arbeit (labor durus) gegenüber, die jedoch nicht vergebens ist und den Bauern die Freuden der Ernte ermöglicht. Improbus ist, im Widerspruch zu vielen Beispielen der Verwendung dieses Satzes in der Neuzeit, ein negativ konnotiertes Adjektiv.
Von Vergil stammt auch der Ausspruch amor omnia vincit („Liebe besiegt alles“).